# Burghagen (Adelsgeschlecht)

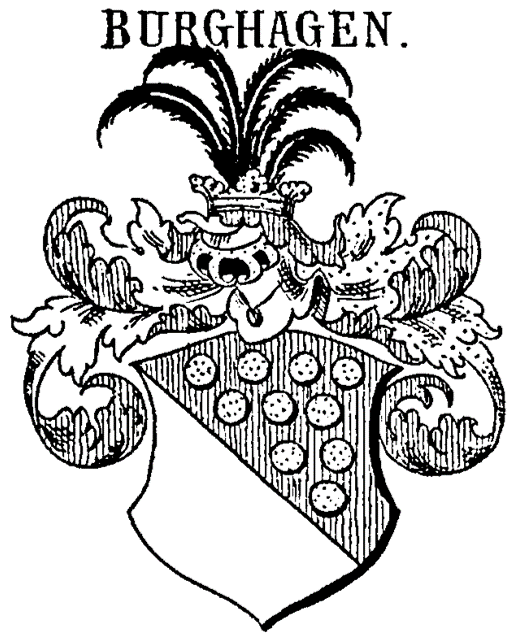
Wappen derer von Burghagen bei Siebmacher

Burghagen ist der Name eines erloschenen brandenburgischen Adelsgeschlechts.

## Geschichte
Stammgut war Burghagen in der Prignitz, wo das Geschlecht 1321 mit Ritter Heyno Burchhagen zuerst urkundlich genannt wurde. Bis in die Mitte des 16. Jahrhunderts bzw. des 17. Jahrhunderts trat die Familie häufig urkundlich in Erscheinung. Gutsbesitz bestand in der Prignitz, etwa zu Gottschau und Ponitz bis ins 19. Jahrhundert. Um 1750 war die Familie auch in Preußen zu Dalwehnen, Quanditten und Taplacken, sämtlich im Kreis Fischhausen, begütert. Achatz Christoph Hartwig von Burghagen kaufte 1785 das Gut Pumptow im pommerschen Kreis Pyritz und löste auch vorhandene Rechte von Georg Wilhelm von Güntersberg († 1799) daran ab. Dessen Sohn Heinrich von Burghagen legte 1831 südöstlich von Pumptow ein neues Vorwerk an, das nach seinem Familiennamen den Ortsnamen Burghagen erhielt. Da letzterer keine Kinder hinterließ, setzte er 1826 in seinem Testament seinen Neffen Heinrich August von Wedell als Erben ein. Als Erbe seines 1832 verstorbenen Onkels (Bruders seiner Mutter) erhielt Heinrich August von Wedell 1832 von König Friedrich Wilhelm III. von Preußen die Erlaubnis zu Vereinigung von Namen und Wappen mit dem derer von Burghagen. Ihren Ausgang im Mannesstamm hat die Familie jedoch erst 1834 mit Friedrich Karl Ludwig von Burghagen (1791–1834), preußischem Major, zuletzt im 7. Dragonerregiment, der sich auch als Militärschriftsteller betätigte, gefunden.

## Wappen

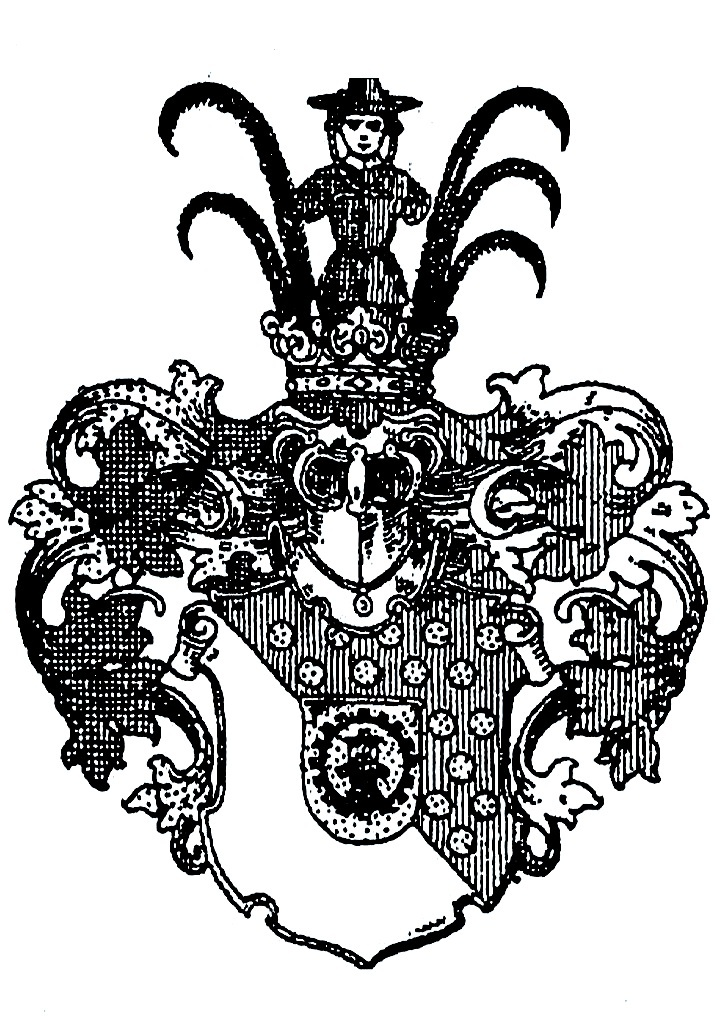
Verschmolzenes Wappen Wedell-Burghagen

Das Wappen ist von Rot und Silber schrägrechts geteilt und zeigt oben 10 goldene Kugeln (oder Byzantiner) zu 4, 3, 2, 1 gestellt. Auf dem Helm mit links rot-silbernen und rechts gold-roten Decken fünf schwarze Hahnenfedern.

## Angehörige
- Daniel Albrecht von Burghagen (1688–1742), preußischer Major und Kommandeur eines Grenadierbataillons
- Wilhelm Albrecht von Burghagen (1739–1799), preußischer Generalmajor und Chef eines Infanterieregiments
- Friedrich Karl Ludwig von Burghagen (1791–1834), preußischer Major, Militärschriftsteller